# Бетакоронавіруси
Бетакоронавіруси, Beta-CoV — один із чотирьох родів коронавірусів підродини ортокоронавірусів у родині коронавірусів. Вони є оболонковими, позитивними, одноланцюговими РНК-вірусами зоонозного походження. Кожен із родів коронавірусів складається з різних вірусних ліній, зокрема рід бетакоронавірусів містить чотири таких лінії: A, B, C, D. У старішій літературі цей рід також відомий під назвою коронавіруси групи 2.
З-поміж бетакоронавірусів найбільше клінічне значення для людей мають: OC43 і HKU1 з лінії А, SARS-CoV і 2019-nCov / SARS-CoV-2 з лінії B, і MERS-коронавірус з лінії C. MERS-CoV — перший відомий бетакоронавірус з лінії С, що заражає людей.
Роди альфакоронавірусу та бетакоронавірусу походять із вірусів кажанів.

## Вірусологія
Альфа- і бетакоронавіруси переважно заражають кажанів, але також й інші види, зокрема, людей, верблюдів та гризунів. Beta-CoV, які спричинили епідемію у людини зазвичай спричинюють гарячку та респіраторні симптоми. До них належать:
- SARS-CoV, ТГРВС / SARS .
- MERS-CoV, близькосхідний респіраторний синдром (MERS).
- SARS-CoV-2, коронавірусна хвороба 2019.

## Геном
Коронавіруси мають великий розмір геному, який становить від 26 до 32 тис. пар основ.
Станом на травень 2013 року GenBank має 46 опублікованих повних геномів CoVs α- (група 1), β- (група 2), γ- (група 3) та δ- (група 4).

## Класифікація

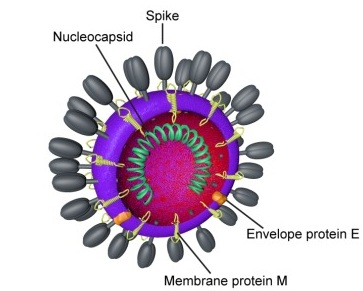
Діаграма структури віріона коронавірусу, що показує шипи, що утворюють «корону», яка виглядає як сонячна корона, звідси і назва.

У роді Betacoronavirus (група 2 CoV) загальновизнані чотири лінії (a, b, c та d).
- Лінія А (підрід Embecovirus) містить HCoV-OC43 та HCoV-HKU1 (різні види)
- Лінія В (підрід Sarbecovirus) містить SARS-CoV (різні види) та 2019-nCov / SARS-CoV-2
- Лінія C (підрід Merbecovirus) містить коронавірус кажана Tylonycteris, HKU4 (BtCoV-HKU4), коронавірус кажана Pipistrellus HKU5 (BtCoV-HKU5) та MERS-CoV (різні види)
- Лінія D (підрід Nobecovirus) містить коронавірус кажана Rousettus, HKU9 (BtCoV-HKU9)[10]

Чотири лінії також названо грецькими літерами або цифрами.